# Serie A 1966-1967 (pallavolo femminile)
La Serie A femminile FIPAV 1966-67 fu la 22ª edizione del principale torneo pallavolistico italiano femminile organizzato dalla FIPAV.

## Regolamento e avvenimenti
Il titolo fu conquistato per il terzo anno consecutivo dalla Max Mara Reggio Emilia. Agi Gorizia e Sestese Sesto Fiorentino erano state ripescate per allargamento dei quadri. Agi Gorizia e Bor Trieste scontarono un punto di penalizzazione per aver entrambe rinunciato alla trasferta di Palermo contro la Fari.

## Classifica
| Pos. | Squadra                  | Pt | G  | V  | P  | SV | SP |
| ---- | ------------------------ | -- | -- | -- | -- | -- | -- |
| 1.   | Max Mara Reggio Emilia   | 32 | 18 | 16 | 2  | 50 | 14 |
| 2.   | Minelli Modena           | 28 | 18 | 14 | 4  | 47 | 16 |
| 3.   | Fini Modena              | 26 | 18 | 13 | 5  | 46 | 23 |
| 4.   | Cabassi Modena           | 26 | 18 | 13 | 5  | 45 | 24 |
| 5.   | Fari Palermo             | 16 | 18 | 8  | 10 | 34 | 38 |
| 6.   | Pallavolo Bergamo        | 16 | 18 | 8  | 10 | 28 | 35 |
| 7.   | Virtus Ravenna           | 16 | 18 | 8  | 10 | 28 | 39 |
| 8.   | Sestese Sesto Fiorentino | 10 | 18 | 5  | 13 | 23 | 44 |
| 9.   | Bor Trieste              | 7  | 18 | 4  | 14 | 20 | 46 |
| 10.  | Agi Gorizia              | 1  | 18 | 1  | 17 | 10 | 52 |

| Campione d'Italia | Retrocesse in Serie B |

## Risultati

### Tabellone
|                  | Bergamo | Gorizia | Modena Cabassi | Modena Fini | Modena Minelli | Palermo | Ravenna | Reggio Emilia | Sesto Fiorentino | Trieste |
| ---------------- | ------- | ------- | -------------- | ----------- | -------------- | ------- | ------- | ------------- | ---------------- | ------- |
| Bergamo          | XXX     | 3-0     | 0-3            | 0-3         | 0-3            | 3-1     | 3-1     | 0-3           | 2-3              | 3-0     |
| Gorizia          | 1-3     | XXX     | 0-3            | 0-3         | 0-3            | 1-3     | 1-3     | 1-3           | 3-1              | 0-3     |
| Modena Cabassi   | 3-0     | 3-0     | XXX            | 3-1         | 3-2            | 3-0     | 3-1     | 0-3           | 3-0              | 3-1     |
| Modena Fini      | 3-0     | 3-0     | 1-3            | XXX         | 3-0            | 3-1     | 3-0     | 2-3           | 3-0              | 3-0     |
| Modena Minelli   | 3-0     | 3-0     | 3-0            | 2-3         | XXX            | 3-0     | 3-0     | 1-3           | 3-0              | 3-0     |
| Palermo          | 3-2     | 3-0     | 3-2            | 2-3         | 2-3            | XXX     | 3-0     | 1-3           | 3-1              | 3-0     |
| Ravenna          | 0-3     | 3-1     | 3-2            | 1-3         | 1-3            | 3-2     | XXX     | 3-2           | 3-0              | 3-0     |
| Reggio Emilia    | 3-0     | 3-0     | 3-2            | 3-1         | 0-3            | 3-0     | 3-0     | XXX           | 3-0              | 3-0     |
| Sesto Fiorentino | 1-3     | 3-1     | 1-3            | 2-3         | 1-3            | 3-1     | 3-0     | 0-3           | XXX              | 3-1     |
| Trieste          | 1-3     | 3-1     | 2-3            | 3-2         | 0-3            | 2-3     | 1-3     | 0-3           | 3-1              | XXX     |

## Fonti
- Filippo Grassia e Claudio Palmigiano (a cura di). Almanacco illustrato del volley 1987. Modena, Panini, 1986.